# Europese weg 42
De Europese weg 42 of E42 is een Europese weg lopende vanaf Duinkerke (F) via Rijsel (F), Bergen (E19) (B), Charleroi (E420) (B), Namen (E411) (B), Luik (E25, E40, E46, E313) (B), Sankt Vith (E421) (B), Wittlich (D), Bingen (E31) (D), Wiesbaden (D), Frankfurt (E35, E451) (D) naar Aschaffenburg (E41) (D).
Het betreft een oost-westverbinding en is circa 680 km lang. Vaak heeft de weg in de regio rond Spa te kampen met veel sneeuwval. Omdat de weg langs de hogere toppen van België loopt slaan de winters soms genadeloos toe.

## In België
In België vormt de E42, naast de E40 in Vlaanderen, eveneens een belangrijke oost-westverbinding, maar dan in Wallonië. Een andere naam voor de E42 in België is dan ook l'autoroute de Wallonie. De Europese weg volgt stukken van het traject van volgende nationale autosnelwegen:
- A8 (Rijsel (Frankrijk) – Doornik)
- A16 (Doornik – Bergen)
- A7 (Bergen – La Louvière)
- A15 (La Louvière – Charleroi – Namen – Luik)
- A3 (Luik – Verviers)
- A27 (Verviers – Sankt Vith – Duitsland)